# Eerste klasse 2012-13 (vrouwenvoetbal België)
Het seizoen 2012/13 van de Belgische Eerste Klasse vrouwenvoetbal ging van start op 1 september 2012 en de reguliere competitie eindigde op 4 mei 2013. 
Voor het eerst sinds de oprichting van de competitie begin jaren 70 was de Eerste Klasse niet de hoogste afdeling in het Belgisch vrouwenvoetbal. Sinds dit seizoen was immers de Belgisch-Nederlandse Women's BeNe League opgericht. Acht Belgische topclubs namen daar deel aan de BeNe League Red, voortaan de hoogste Belgische voetbalreeks en een eerste competitieronde van de Women's BeNe League. De Eerste Klasse vormde voortaan een nationaal competitieniveau net onder de BeNe League. Winst in Eerste Klasse leverde niet langer de landstitel op; wel kon men na het seizoen eventueel promoveren naar de BeNe League. Voortaan konden hierdoor ook B-elftallen van clubs uit de BeNe League aantreden in Eerste Klasse. Eerste Klasse werd ook ingekrompen van 14 tot 12 ploegen.

## Gepromoveerde teams
Acht eersteklasser van vorig seizoen waren toegetreden tot nieuw opgericht BeNe League. Hierdoor kwamen uitzonderlijk zeven plaatsen vrij in Eerste Klasse. De kampioen in Tweede Klasse van vorig seizoen, Melle Ladies, was een nieuwkomer, weliswaar onder de naam AA Gent Ladies. Ook de volgende tweedeklassers konden mee promoveren: Damesvoetbal Lanaken, WD Lierse SK B (als Lierse SK), RUS Belœil (als RAEC Mons), RSC Anderlecht B, VV Dorperheide Girls Lommel (als Lommel United WS) en Oud-Heverlee Leuven B.

## Promoverende teams
Op het eind van het seizoen kon een club promoveren naar de BeNe League, omdat SV Zulte Waregem daar volgend seizoen niet meer zou aantreden. Omdat DVC Eva's Tienen en KSK Heist niet konden of wensten aan te treden in de BeNe League, kon AA Gent Ladies promoveren.

## Degraderende teams
Op het eind van het seizoen degradeerden volgende clubs naar Tweede Klasse
- Achterbroek VV (rechtstreeks)
- Lommel United WS (verlies barrage)

## Clubs
Twaalf ploegen speelden in 2012/13 in Eerste Klasse. De meeste clubs (9) kwamen uit Vlaanderen, slechts een club kwam uit Wallonië en twee uit Brussel. De best vertegenwoordigde provincie was Antwerpen met 3 clubs. Drie ploegen waren B-elftallen van clubs die aantraden in de BeNe League

## Eindstand
|   |    |                               | P  | W  | G | V  | +  | -  | DS  | Ptn |
| - | -- | ----------------------------- | -- | -- | - | -- | -- | -- | --- | --- |
|   | 1  | DVC Eva's Tienen              | 22 | 17 | 5 | 0  | 69 | 16 | 53  | 56  |
|   | 2  | KSK Heist                     | 22 | 16 | 2 | 4  | 55 | 18 | 37  | 50  |
|   | 3  | AA Gent Ladies                | 22 | 11 | 3 | 8  | 54 | 31 | 23  | 36  |
|   | 4  | Damesvoetbal Lanaken          | 22 | 10 | 5 | 7  | 36 | 33 | 3   | 35  |
|   | 5  | Waasland Beveren-Sinaai Girls | 22 | 10 | 4 | 8  | 33 | 25 | 8   | 34  |
|   | 6  | FC Fémina WS Woluwe           | 22 | 10 | 2 | 10 | 36 | 30 | 6   | 32  |
|   | 7  | Lierse SK B                   | 22 | 9  | 5 | 8  | 33 | 30 | 3   | 32  |
|   | 8  | RAEC Mons                     | 22 | 9  | 3 | 10 | 44 | 52 | -8  | 30  |
|   | 9  | Oud-Heverlee Leuven B         | 22 | 6  | 6 | 10 | 22 | 33 | -11 | 24  |
|   | 10 | RSC Anderlecht B              | 22 | 6  | 4 | 12 | 29 | 43 | -14 | 22  |
| E | 11 | Lommel United WS              | 22 | 3  | 6 | 13 | 23 | 56 | -33 | 15  |
| D | 12 | K. Achterbroek VV             | 22 | 2  | 1 | 19 | 18 | 85 | -67 | 7   |

P: wedstrijden gespeeld, W: wedstrijden gewonnen, G: gelijke spelen, V: wedstrijden verloren, +: gescoorde doelpunten, -: doelpunten tegen, DS: doelsaldo, Ptn: totaal punten
K: kampioen, D: degradeert, E: eindronde

## Barrages
De voorlaatste, Lommel United WS, speelde barragewedstrijden tegen de tweede uit Tweede Klasse, VC Dames Eendracht Aalst voor een plaats in Eerste Klasse.
| Datum      | Uur   | Heenwedstrijd                               | Uitslag |        |
| ---------- | ----- | ------------------------------------------- | ------- | ------ |
| 11/05/2013 | 15:00 | VC Dames Eendracht Aalst - Lommel United WS | 3-0     |        |
|            |       | Terugwedstrijden                            | Uitslag | Totaal |
| 18/05/2013 | 15:00 | Lommel United WS - VC Dames Eendracht Aalst | 0-2     | 0-5    |